# Youdao
Youdao (有道) es un motor de búsqueda liberado por la compañía china de internet NetEase (網易) en 2007. Es el motor de búsqueda del portal web de su compañía matriz, 163.com, y permite que los usuarios busquen páginas web imágenes, noticias, música, blogs, diccionario de chino-a-inglés, y más.

## Productos

### Diccionario Youdao
Versión off-line:
La versión fuera de línea (off-line) del Diccionario Youdao usa su enorme número de sentencias integradas de vocabulario y ejemplo, para facilitar las necesidades de usuarios que no pueden acceder a internet.
Versión de escritorio:
La versión de escritorio del diccionario Youdao  utiliza la misma interfaz de usuario que la versión off-line. Aun así,  tiene un léxico muy limitado.
Versión móvil:
La versión móvil de Diccionario Youdao está disponible en varias plataformas. Soporta Symbian, Android, Windows Phone 8, iOS, y Java.

### Youdao Notas en la nube
Youdao Notas en la Nube (originalmente Youdao Notas) se lanzó el 28 del 28 de junio de 2011, por NetEase..

### Ayudante de compra Hui-hui
Ayudante de Compra Hui-hui  es un producto de NetEase desarrollado por Youdao. Es una herramienta de comparación  para compras en línea y de exploración que compara automáticamente elementos en línea con precios de múltiples sitios web, y proporciona historias de precios de las mercancías.  En la actualidad, Hui Hui tiene más de 30 millones de usuarios.